# Vanuaxipha adamatos
Vanuaxipha adamatos är en insektsart som beskrevs av Otte, D. och Cowper 2007. Vanuaxipha adamatos ingår i släktet Vanuaxipha och familjen syrsor. Inga underarter finns listade i Catalogue of Life.